# ケプラー102
| 太陽 | ケプラー102 |
| ---- | ----------- |
| 太陽 | Exoplanet   |

ケプラー102（英語: Kepler-102）は、こと座の方角に約350光年の距離にあるK型主系列星である。質量が太陽の8割、半径が太陽の4分の3程度の、太陽よりやや小さい恒星である。表面温度は4,900Kと、太陽（5,772K）より低温である。2014年、ケプラー宇宙望遠鏡の観測により、5つの太陽系外惑星が発見された。

## 惑星系
ケプラー102の5つの惑星は、大きさから全て地球のような岩石惑星とされている。その内の3つ、ケプラー102b、ケプラー102c、ケプラー102fは、直径がそれぞれ地球の47％、58％、88％しかない。特にケプラー102bは、これまで発見されている太陽系外惑星の中で最も小さい部類に属する惑星として注目されている。しかし、これらの惑星はケプラー102から近い距離を公転しており、5つの中で最も恒星から遠いケプラー102fでも、0.165AU（およそ2470万km）しか離れていないとみられる。その為、ケプラー102系の惑星の表面温度は、恒星から遠いもので457K（184℃）、近いものだと792K（519℃）にもなり、生命が存在していくには過酷な環境とされている。
| 名称 （恒星に近い順） | 質量     | 軌道長半径 （天文単位） | 公転周期 (日) | 軌道離心率 | 軌道傾斜角 | 半径    |
| --------------------- | -------- | ----------------------- | ------------- | ---------- | ---------- | ------- |
| b                     | < 4.3 M⊕ | —                       | 5.28696       | —          | —          | 0.47 R⊕ |
| c                     | < 3.0 M⊕ | —                       | 7.07142       | —          | —          | 0.58 R⊕ |
| d                     | 3.8 M⊕   | —                       | 10.3117       | —          | —          | 1.18 R⊕ |
| e                     | 8.93 M⊕  | —                       | 16.1457       | —          | —          | 2.22 R⊕ |
| f                     | < 5.2 M⊕ | —                       | 27.4536       | —          | —          | 0.88 R⊕ |